# 호아킨 파체코
호아킨 파체코(스페인어: Joaquín Pacheco, 1934년 ~ )는 스페인의 화가이자 영화예술감독이다. 

## 생애
호아킨 파체코는 1934년 스페인 마드리드에서 태어났다. 산페르난도 왕립미술학교(Real Academia de Bellas Artes de San Fernando)에서 공부하고 마드리드의 잘 나가는 화랑들에 작품을 들고 돌아다녔으나 스페인의 무자비한 정치와 불행한 문화적 상황으로 인해 작가 활동을 계속하기 힘들었다. 1958년 베니스 비엔날레에 출품작가로 선정되었으나 그 때 파리로 피신해 라틴 쿼터의 에콜 거리(rue des Écoles)에 작업실을 차렸다. 

## 활동
호아킨은 1900년대부터 반세기 동안에 파리에서 모든 꿈이 시작되고 끝났다고 믿었으며, 에두아르도 아로요(Eduardo Arroyo, 1937년 ~ 2018년)와 페페 오르테카(Pepe Ortega)와 함께 파리의 예술을 마지막까지 지켰다. 나중에는 뉴욕으로 갔고, 이탈리아 출신으로 미국에서 성공한 화상인 레오 카스텔리(Leo Castelli, 1907~1999)를 보면서 언젠가 자신이 유명해져 세상의 모든 부조리함을 손가락으로 가리켜주겠다고 생각했다. 사실 그 성공은 그보다 더 뒤에 미국으로 이민 간 1957년 생 미쿠엘 바르셀로(Miquel Barceló) 정도에서나 가능한 일이었다. 
1971년 니노 퀘베도(Nino Quevedo, 1929년 ~ 2006년) 감독의 영화 <고야의 역사(Goya, historia de una solidad)>와 1985년 같은 감독의 다른 영화 <불완전한 미래(Futuro imperfecto)>의 예술 감독으로 제작에 참여했다.